# Cantó de Maurepas
El cantó de Maurepas és un cantó francès del departament d'Yvelines, situat al districte de Rambouillet i al districte de Versalles. Des del 2016 té 16 municipis i el cap és Maurepas.

## Municipis
- Châteaufort
- Chevreuse
- Choisel
- Coignières
- Dampierre-en-Yvelines
- Lévis-Saint-Nom
- Magny-les-Hameaux
- Maurepas
- Le Mesnil-Saint-Denis
- Milon-la-Chapelle
- Saint-Forget
- Saint-Lambert
- Saint-Rémy-lès-Chevreuse
- Senlisse
- Toussus-le-Noble
- Voisins-le-Bretonneux

## Història
| Data d'elecció                           | Identitat       | Partit   | Qualitat |
| ---------------------------------------- | --------------- | -------- | -------- |
| 1976-1982                                | Michel Miserey  | PCF      |          |
| 1982-1994                                | Georges Mougeot | PS       |          |
| 1994-2008                                | Henri Pailleux  | app. RPR |          |
| 2008-                                    | Ismaïla Wane    | PS       |          |
| les dades anteriors no són pas conegudes |                 |          |          |
|                                          |                 |          |          |

## Demografia
| A partir de 1990: Població sense dobles comptes |